# 2020年7月

## 7月1日
- 《美國－墨西哥－加拿大協議》生效。[1]
- 意大利警方在萨勒诺港港口查获14吨毒品。[2]

## 7月2日
- 緬甸帕敢一個翡翠礦區發生山泥傾瀉，造成超過100人喪生。[3]
- 英格蘭及威爾斯高等法院在一宗關於委內瑞拉中央銀行存放於英倫銀行約值10億美元黃金的訴訟作出判決，法官以英國政府承認胡安·瓜伊多是委內瑞拉合法總統為理由，判決馬杜羅一方敗訴。代表馬杜羅一方的律師表示將會上訴。[4]

## 7月3日
- 在接受前任总理爱德华·菲利普的辞呈后，法国总统埃马纽埃尔·马克龙任命让·卡斯泰为新一任法国总理。[5]

## 7月5日
- 2020年克羅地亞國會選舉進行投票。[6]
- 2020年多米尼加共和国大选進行投票。[7]
- 小池百合子在2020年東京都知事選舉成功連任。[8]
- 埃塞俄比亚奧羅米亞州动乱造成的死亡人数上升至166人，包含11名安全人员。超过1000人被逮捕。[9]

## 7月7日
- 受疫情影响推迟一个月的2020年中國高考举行。
- 巴西现任总统雅伊尔·博索纳罗确认感染SARS-CoV-2。[10]

## 7月8日
- 泰国内阁通过《民商法典》修正案，使同性婚姻合法化。[11]
- 谷歌公司终止了旨在为中国等监管区域而正在秘密研发的“隔离区”云服务项目。[12]

## 7月9日
- 韩国首尔市长朴元淳失踪[13]，当地时间次日0时40分其遗体被寻获。
- 有消息稱哈萨克斯坦出现不明原因肺炎，在兩州一市已造成近5百人感染、30余人病危，而2020年上半年「哈肺炎」共导致1772人死亡[14]。哈萨克斯坦卫生部於7月10日表示該消息並不屬實[15]。

## 7月10日
- 2020年新加坡大選進行投票。[16]
- 苏丹主權委員會批准禁止残割女性生殖器的法律。[17][18]

## 7月11日
- 一連兩日舉行的香港立法會選舉民主派初選開始進行投票，全香港各區出現人龍。[19]

## 7月12日
- 2020年波蘭總統選舉進行次輪投票。[20]
- 亞美尼亞與阿塞拜疆軍隊爆發新一輪武裝衝突。[21]

## 7月13日
- 国际体育仲裁法庭取消曼彻斯特城足球俱乐部的歐洲賽事兩年禁賽令，並減輕罰款至1,000萬歐元。[22]
- 中華人民共和國外交部發言人華春瑩宣佈，中華人民共和國政府對美國國會行政部門中國委員會及部份美國國會議員與官員實施「相應制裁」。被制裁的議員及官員分別是佛羅里達州的共和黨參議員馬可·魯比奧、德克薩斯州的共和黨參議員泰德·克魯茲、新澤西州的共和黨眾議員克里斯·史密斯及美國國際宗教自由事務無任所大使薩姆·布朗巴克。[23]

## 7月14日
- 美國總統特朗普簽署《香港自治法案》，並以行政命令的方式結束美國對香港特殊待遇[24]。

## 7月15日
- 2020年北馬其頓議會選舉進行投票。[25]

## 7月16日
- 多个拥有百万关注者的Twitter帐号遭人盗用，发表诈骗比特币的消息，超过130个帐号受到影响。[26]

## 7月17日
- 非裔美国人民权运动领袖、民主党籍众议院议员约翰·刘易斯逝世，终年80岁[27]。

## 7月18日
- 2014年來泰國最大型的示威在曼谷爆發，示威者提出了三大訴求，包括解散國會、停止威脅異議人士和修正軍方制定的憲法，要求政府在兩星期內回應訴求[28][29][30]。

## 7月19日
- 2020年敘利亞議會選舉（英语：2020 Syrian parliamentary election）進行投票。[31]

## 7月20日
- 阿联酋希望号火星探测器自日本鹿兒島縣種子島宇宙中心發射升空。[32]
- 埃及國會（英语：Parliament of Egypt）授權軍方可以介入第二次利比亞內戰。[33]
- 由于疫情影响，由法國雜誌《法国足球》主办的本年度金球奖评选因此取消，系创立以来首次[34]。

## 7月21日
- 美国要求在7月24日16时前关闭中国驻休斯敦总领事馆。中華人民共和国外交部发言人汪文斌表示强烈谴责，并表示将做出反应[35]。
- 乌克兰西部卢茨克市发生一起动物保护人士劫持公交车事件。在对峙超过12个小时后，13名被劫持的公交车人质随后在当天平安被释放。原因是劫持者向乌克兰总统弗拉基米尔·泽连斯基通过电话谈判，後者同意他的要求：为2005年的一部动物权利纪录片《地球上的生灵》作宣传[36]。

## 7月22日
- 美国阿拉斯加半岛外海发生7.8级地震，地震震源深度为10公里，有关部门在地震发生后发出了海啸预警[37]。
- 全球各地在疫情期間的累計確診人數突破1,500萬人，並有逾61萬人死亡。

## 7月23日
- 中国在海南文昌航天发射场，用长征五号遥四运载火箭将“天问一号”火星探测器发射升空。
- 英格兰足球超级联赛第37轮比赛完成，在阿诺德射传建功下。主场5比3击退，首度捧起英超冠军奖杯[38]。
- 加拿大西岸温哥华岛外海分别发生5.1级、5.6级、5.8级和6.0级四次地震，但沒有人员伤亡[39]。
- 距离中国西藏自治区那曲市 302 公里发生6.6级地震，暂无人员伤亡和财产损失报告[40]。

## 7月24日
- 中国外交部通知美方关闭美国驻成都总领事馆[41]。

## 7月26日
- 早前因涉嫌纵火烧毁法国南特南特主教座堂的39岁卢旺达义工承认犯罪[42]。
- 全球各地在疫情期間的累計確診人數突破1,600萬人，並有逾64萬人死亡。

## 7月28日
- 马来西亚吉隆坡高等法院宣判，前首相纳吉·阿都拉萨因涉及一马弊案判处监禁12年。
- 國際熱核聚變實驗反應堆在法國南部卡達拉舍舉行安裝啟動儀式，是人類歷史上迄今為止最大的核聚變工程[43][44]。

## 7月29日
- 白俄罗斯逮捕33名來自俄罗斯的僱傭兵。[45]

## 7月30日
- 搭載毅力号火星探测器的火箭在美國卡纳维拉尔角空军基地發射升空。[46]
- 中華民國第5位總統李登輝於2020年7月30日過世，享耆寿97歲。[47]
- 全球各地在疫情期間累計確診人數突破1,700萬人，並有逾67萬人死亡。[48]
- 2020年，瑞士檢察院向涉嫌參與秘密交易的主席提出刑事訴訟。

## 7月31日
- 中共中央总书记习近平、国务院总理李克强、国务院副总理韩正等出席北斗三号全球卫星导航系统建成暨开通仪式，宣布该系统正式开通。[49]
- 香港行政长官林郑月娥宣布，受2019冠状病毒病疫情影响，原定于2020年9月举行的香港立法会选举推迟一年举行。[50]